# ذي بوتوم
ذي بوتوم هي عاصمة وأكبر مدينة في جزيرة سابا بالجزر الكاريبية الهولندية، وتعد المحطة الأولى في الطريق من ميناء سابا في فورت خليج تجاه بقية الجزيرة. وبها ما يقرب من 500 نسمة من مجموع سكان الجزيرة ال 1.424.
تعد ذي بوتوم موطناً لمكاتب حكومية ومستشفى ودار للرعاية، ملعب رياضي، وثلاث كنائس، ومكتبة ومتاجر مختلفة ومدرسة جامعة سابا الطب. الجزء السفلي هو أيضا موطن لكرنفال سابا الذي يقام مرة في السنة خلال فصل الصيف، وكذلك يوم سابا في ديسمبر كانون الأول.

## المناخ
يظهر الجدول التالي التغييرات المناخية على مدار السنة لذي بوتوم:
| البيانات المناخية لـذي بوتوم              | البيانات المناخية لـذي بوتوم | البيانات المناخية لـذي بوتوم | البيانات المناخية لـذي بوتوم | البيانات المناخية لـذي بوتوم | البيانات المناخية لـذي بوتوم | البيانات المناخية لـذي بوتوم | البيانات المناخية لـذي بوتوم | البيانات المناخية لـذي بوتوم | البيانات المناخية لـذي بوتوم | البيانات المناخية لـذي بوتوم | البيانات المناخية لـذي بوتوم | البيانات المناخية لـذي بوتوم | البيانات المناخية لـذي بوتوم |
| الشهر                                     | يناير                        | فبراير                       | مارس                         | أبريل                        | مايو                         | يونيو                        | يوليو                        | أغسطس                        | سبتمبر                       | أكتوبر                       | نوفمبر                       | ديسمبر                       | المعدل السنوي                |
| ----------------------------------------- | ---------------------------- | ---------------------------- | ---------------------------- | ---------------------------- | ---------------------------- | ---------------------------- | ---------------------------- | ---------------------------- | ---------------------------- | ---------------------------- | ---------------------------- | ---------------------------- | ---------------------------- |
| الدرجة القصوى °م (°ف)                     | 30.4 (86.7)                  | 30.8 (87.4)                  | 30.7 (87.3)                  | 31.7 (89.1)                  | 31.9 (89.4)                  | 32.5 (90.5)                  | 32.8 (91.0)                  | 33.2 (91.8)                  | 33.2 (91.8)                  | 32.1 (89.8)                  | 32.0 (89.6)                  | 31.1 (88.0)                  | 33.2 (91.8)                  |
| متوسط درجة الحرارة الكبرى °م (°ف)         | 28.1 (82.6)                  | 27.7 (81.9)                  | 28.3 (82.9)                  | 29.2 (84.6)                  | 30.0 (86.0)                  | 30.4 (86.7)                  | 30.5 (86.9)                  | 30.9 (87.6)                  | 30.8 (87.4)                  | 30.4 (86.7)                  | 29.8 (85.6)                  | 28.6 (83.5)                  | 29.6 (85.3)                  |
| المتوسط اليومي °م (°ف)                    | 25.7 (78.3)                  | 25.3 (77.5)                  | 25.7 (78.3)                  | 26.6 (79.9)                  | 27.4 (81.3)                  | 28.1 (82.6)                  | 28.1 (82.6)                  | 28.5 (83.3)                  | 28.5 (83.3)                  | 28.2 (82.8)                  | 27.4 (81.3)                  | 26.3 (79.3)                  | 27.2 (81.0)                  |
| متوسط درجة الحرارة الصغرى °م (°ف)         | 24.1 (75.4)                  | 23.6 (74.5)                  | 23.9 (75.0)                  | 24.7 (76.5)                  | 25.6 (78.1)                  | 26.2 (79.2)                  | 26.0 (78.8)                  | 26.4 (79.5)                  | 26.5 (79.7)                  | 26.3 (79.3)                  | 25.4 (77.7)                  | 24.7 (76.5)                  | 25.3 (77.5)                  |
| أدنى درجة حرارة °م (°ف)                   | 20.8 (69.4)                  | 20.0 (68.0)                  | 21.4 (70.5)                  | 22.1 (71.8)                  | 22.6 (72.7)                  | 23.1 (73.6)                  | 21.8 (71.2)                  | 22.0 (71.6)                  | 22.4 (72.3)                  | 22.4 (72.3)                  | 22.6 (72.7)                  | 21.3 (70.3)                  | 20.0 (68.0)                  |
| معدل هطول الأمطار مم (إنش)                | 36.8 (1.45)                  | 75.3 (2.96)                  | 35.4 (1.39)                  | 28.1 (1.11)                  | 95.9 (3.78)                  | 44.4 (1.75)                  | 60.8 (2.39)                  | 77.0 (3.03)                  | 60.5 (2.38)                  | 35.5 (1.40)                  | 134.5 (5.30)                 | 76.5 (3.01)                  | 760.5 (29.94)                |
| متوسط الأيام الممطرة (≥ 1.0 mm)           | 10.3                         | 10.3                         | 6.3                          | 4.0                          | 6.7                          | 5.8                          | 5.8                          | 6.3                          | 7.3                          | 3.5                          | 10.0                         | 9.7                          | 86.0                         |
| متوسط الرطوبة النسبية (%)                 | 82.0                         | 82.3                         | 78.2                         | 78.8                         | 78.0                         | 81.9                         | 84.5                         | 88.8                         | 87.4                         | 81.2                         | 71.1                         | 74.5                         | 80.7                         |
| المصدر: Meteorological Department Curaçao |                              |                              |                              |                              |                              |                              |                              |                              |                              |                              |                              |                              |                              |